# Федоров Архип Дмитрович
Архип Дмитрович Федоров (12 лютого 1905, село Крутець Новгородської губернії, тепер Окуловського району Новгородської області, Російська Федерація — 1969, місто Мурманськ, тепер Російська Федерація) — радянський державний діяч, голова Новгородського і Мурманського облвиконкомів. Депутат Верховної ради РРФСР 5-го скликання. Депутат Верховної ради СРСР 3-го скликання.

## Біографія
Народився в селянській родині.
Член ВКП(б) з 1927 року.
У 1927—1935 роках — секретар комітету ВЛКСМ вогнетривкого заводу, голова заводського комітету, завідувач клубу, директор фабрично-заводського училища при комбінаті «Красный керамик» Ленінградської області.
У червні 1935 — липні 1944 року — інструктор Боровицького районного комітету ВКП(б), секретар комітету ВКП(б) комбінату «Красный керамик», 2-й секретар Боровицького районного комітету ВКП(б), 1-й секретар Боровицького міського комітету ВКП(б) Ленінградської області.
У липні 1944 — 1945 року — секретар Новгородського обласного комітету ВКП(б) з кадрів.
У 1945—1948 роках — слухач Вищої партійної школи при ЦК ВКП(б).
24 листопада 1948 — жовтень 1949 року — 2-й секретар Новгородського обласного комітету ВКП(б).
У вересні 1949 — 1951 року — голова виконавчого комітету Новгородської обласної ради депутатів трудящих.
У 1951—1952 роках — слухач Курсів перепідготовки при ЦК ВКП(б).
У листопаді 1952 — березні 1953 року — інструктор Мурманського обласного комітету КПРС.
У березні 1953 — березні 1957 року — 1-й заступник голови виконавчого комітету Мурманської обласної ради депутатів трудящих
7 березня 1957 — 28 травня 1959 року — голова виконавчого комітету Мурманської обласної ради депутатів трудящих.
У 1959—1963 роках — начальник Мурманського обласного управління місцевої промисловості.
У червні 1963 — січні 1964 року — начальник Мурманського обласного управління промисловості продовольчих товарів.
З січня 1964 року — персональний пенсіонер у місті Мурманську.
Помер 1969 року в місті Мурманську. Похований в Мурманську на «старому» цвинтарі (поховання 21).

## Нагороди
- орден Леніна (1943)
- медаль «За оборону Ленінграда» (1944)
- медаль «За перемогу над Німеччиною у Великій Вітчизняній війні 1941—1945 рр.» (1945)
- медаль «За доблесну працю у Великій Вітчизняній війні 1941—1945 рр.» (1945)
- медаль «За трудову доблесть» (1939)
- Золота медаль ВДНГ (1955)
- медалі